# 42e parallèle nord
Pour les articles homonymes, voir 42e parallèle.

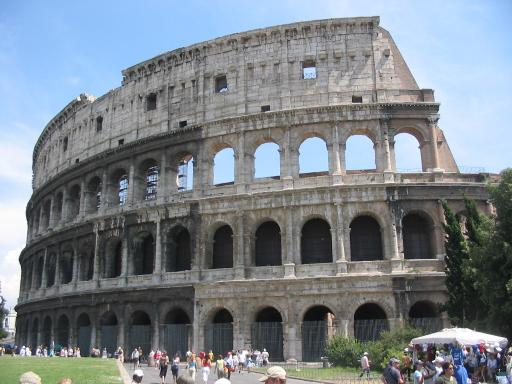
Le 42e parallèle nord passe tout juste au nord de Rome, en Italie.

En géographie, le 42e parallèle nord est le parallèle joignant les points de la surface de la Terre dont la latitude est égale à 42° nord.
C'est le parallèle le plus au sud coupant une partie de la France métropolitaine. Il traverse la Corse entre Villanova et Ghisonaccia sur 60 km.
Il traverse l'Europe, l'Asie, l'océan Pacifique, l'Amérique du Nord, et l'océan Atlantique.

## Frontières
Le 42e parallèle nord définissait la limite septentrionale de la Nouvelle-Espagne.
Actuellement, aux États-Unis, le 42e parallèle nord définit une partie de la frontière de plusieurs États américains :
- entre la Californie et l'Oregon,
- entre le Nevada et l'Oregon,
- entre le Nevada et l'Idaho,
- entre l'Utah et l'Idaho.

Il définit également la majeure partie de la frontière entre la Pennsylvanie et l'État de New York.